# Serica moupinensis
Serica moupinensis är en skalbaggsart som beskrevs av Leon Fairmaire 1889. Serica moupinensis ingår i släktet Serica och familjen Melolonthidae. Inga underarter finns listade i Catalogue of Life.